# Hiponatremia
Hiponatremia reprezintă concentrația scăzută de sodiu în sânge. Hiponatremia reprezintă o concentrație de sodiu mai mică de 135 mmol/L (135 mEq/L ), iar hiponatremia severă apare la valori sub 120 mEq/L. Simptomele pot fi absente, ușoare sau severe. Simptomele ușoare includ confuzie, cefalee, greață și amețeală. Simptomele severe includ convulsii generalizate și comă, putând provoca moartea.
Cauzele hiponatremiei sunt clasificate în funcție de modificările asociate ale lichidului extracelular în: hiponatremie cu hipovolemie, hiponatremie cu euvolemie sau hiponatremie cu hipervolemie. Hiponatremia cu hipovolemie poate apărea datorită diareei, vărsăturilor, diureticelor, arsurilor, hemoragiei, transpirației etc. Hiponatremia euvolemică este împărțită în tulburări asociate stimulării inadecvate a secreției de ADH, și în tulburări ce nu au legătură cu aceasta. Din punct de vedere clinic, diferența dintre cele două se realizează pe baza osmolalității urinei și a nivelului prezenței sodiului în aceasta. Hiponatremia cu hipervolemie poate apărea în patologii precum insuficiența cardiacă, insuficiența hepatică și insuficiența renală. Condițiile care pot duce la măsurători fals scăzute ale sodiului seric (i.e. pseudohiponatremia) se datorează hiperproteinemiei generată de patologii precum: mielomul multiplu, hipertrigliceridemia severă, perfuziilor de imunoglobuline și hiperglicemiei hipertonice.
Tratamentul se bazează pe abordarea cauzei subiacente. Corectarea prea rapidă a hiponatremiei poate duce la sindrom de demielinizare osmotică, leziune cerebrală sau chiar moarte. Corecția rapidă cu ser fiziologic hiperton de 3% este recomandată numai la cei cu simptome neurologice grave și, ocazional, la cei cu debut rapid. Hiponatremia cu hipovolemie este de obicei tratată cu ser fiziologic 0.9% administrat intravenos.
Hiponatremia este cel mai frecvent tip de dezechilibru electrolitic și este adesea întâlnită la oamenii în vârstă. Până la 35% dintre pacienții internați dezvoltă hiponatremie pe perioada internării. La cei aflați în spital, hiponatremia este asociată cu un risc crescut de deces.

## Semne și simptome
Semnele și simptomele hiponatremiei (hipovolemice) includ greață și vărsături, cefalee, amnezie de termen scurt, confuzie, letargie, oboseală, pierderea poftei de mâncare, iritabilitate, slăbiciune musculară, spasme sau crampe, convulsii și scăderea stării de conștiență sau chiar comă. Severitatea simptomelor crește pe măsură ce nivelul natremiei scade. Hiponatremia ușoară (niveluri plasmatice de sodiu la 131-135 mmol/L) poate fi asociată cu semne și simptome subtile, în special o rată mai mare a injuriilor datorate căzăturilor (probabil cauzate de modificarea posturii și mersului, precum și de scăderea atenției).
Simptomele neurologice de obicei apar la niveluri foarte scăzute de sodiu plasmatic (<115 mmol/L). Când nivelul de sodiu din sânge devine foarte scăzut, apa intră în celulele creierului determinând edem cerebral, exacerbându-se astfel simptomele encefalopatiei hiponatremice. Odată cu creșterea presiunii intracraniene, poate apărea hernierea creierului în structurile adiacente. Hernierea transtentorială centrală determină respirație neregulată (până la stop respirator). Copii sub 16 ani, femeile în perioada de premenopauză și, mai ales, prezența hipoxemiei sunt factori predictivi importanți pentru encefalopatia hiponatremică.
Severitatea simptomelor depinde și de cât de rapidă este scăderea nivelului de sodiu din sânge. O scădere treptată poate fi bine tolerată dacă are loc în mai multe zile sau săptămâni. Prezența unei boli neurologice subiacente poate sensibiliza pacientul la efectele hiponatremiei.
Hiponatremia, prin interferarea cu metabolismul osos, a fost asociată cu riscuri crescute de osteoporoză (dublu) și fractură osoasă.

## Cauze
Cauzele hiponatremiei sunt clasificate în funcție de modificările asociate ale lichidului extracelular și de osmolalitatea sângelui. Astfel există:
- Hiponatremie hipotonică
  - Hiponatremie hipovolemică
  - Hiponatremie euvolemică
  - Hiponatremie hipervolemică
- Hiponatremie non-hipotonică
- Pseudohiponatremie

### Hiponatremia hipervolemică
În hiponatremia hipervolemică crește atât conținutul (absolut) de sodiu seric, cât și volumul de apă din organism. Totuși, datorită creșterii relative mai mari a apei, apare hiponatremia de diluție. Principalele patologii sunt:
- Insuficiența cardiacă
- Insuficiența hepatică
- Injurie renală oligurică
- Hipoalbuminemia (sindrom nefrotic)[11]

### Hiponatremia euvolemică
Volumul absolut al sodiului nu se modifică, dar volumul de apă din organism crește.
- Tulburări legate de secreția inadecvată de ADH
  - Neuropatie vagală (secreția ADH nu mai este inhibată suficient)
  - Deficit de ACTH
  - Boala Addison
  - Hipotiroidism
  - Depleția severă de potasiu
  - Creșterea medicamentoasă a sensibilității pentru ADH: clorpropamid, tolbutamid etc.
  - Substanțe ADH-like: oxitocină, desmopresină etc.
  - Substanțe osmotice active care stimulează secreția de ADH: glucoză, manitol, alcool (alcoolism), sindrom de celulă bolnavă
  - SIADH (sindromul secreției inadecvate de ADH)
- Tulburări ce nu au legătură cu secreția de ADH 
  - Potomania (datorată consumului exagerat de bere)
  - Polidipsia psihogenă
  - În sarcină (reacție fiziologică ce se datorează în principal stimulării centrului setei de către relaxină)[18][19]

### Hiponatremia hipovolemică
Hipovolemia (pierderea de volum extracelular) se datorează pierderii totale de sodiu din organism. Hiponatremia este cauzată de o pierdere relativ mai mică a apei corporale totale, datorită activării ulterioare a secreției ADH-ului și a generării setei pe seama receptorilor de volum care depășesc acțiunea inhibitorie a osmoreceptorilor. Cauzele pot fi clasificate în renale și extrarenale.
- Cauze renale (caracterizate prin sodiu urinar 20 mmol/L)
  - Diureză osmotică
  - Diuretice (datorită stimulării ADH)
  - Boala Addison și hiperplazia congenitală suprarenaliană[11]
  - Boală tubulointerstițială
  - Faza de recuperare a necrozei tubulare acute
- Cauza extrarenale
  - Pierderi gastrointestinale (vărsături, diaree)
  - Hemoragie
  - Arsuri
  - Pancreatită[11]
  - Hiperclorhidroză izolată (boală genetică rară ce determină pierderea masivă de sodiu și clor prin transpirație)
  - Hiponatremia asociată exercițiului fizic (exercițiu prelungit, transpirație și consumul de apă fără electroliți)[14][20]
  - Utilizarea MDMA (Ecstasy)[21]

### Hiponatremia non-hipotonică
Hiponatremia cu osmolalitate normală sau crescută a sângelui apare atunci când există și alți osmoli în circulație care atrag apa din compartimentul intracelular. Această condiție poate apărea în cazul hiperglicemiei (hiponatremia hipertonică hiperglicemică). În acest caz, nivelul seric al sodiului trebuie corectat cu nivelul glicemiei.

### Pseudohiponatremia
Este cauzată de atragerea osmotică a apei în plasmă datorită concentrației crescute de proteine sau lipide aflate în circulație. Astfel, poate să apară în patologii precum mielomul multiplu (sau alte gamopatii) și hipertrigliceridemia severă. De asemenea, perfuziile cu imunoglobuline pot determina pseudohiponatremie.

## Fiziopatologie
În mod normal, organismul este capabil să mențină cocentrația sodiului seric într-un interval îngust (135-145 mEq/L), echilibru ce la rândul său contribuie decisiv la reglarea dimensiunilor compartimentelor fluidelor corporale. Hiponatremia apare prin dereglarea homeostaziei osmolarității fluidelor corporale.

### Homeostazia normală
Există un sistem de feedback hipotalamo-renal care menține concentrația de sodiu seric într-un interval îngust. Acest sistem funcționează după cum urmează: anumiți neuroni hipotalamici acționează ca osmoreceptori care răspund la un nivel ridicat al osmolalității sângelui (în principal dat de sodiu), semnalând glandei pituitare posterioare să secrete hormonul antidiuretic (ADH) (vasopresină). ADH intră apoi în fluxul sangvin și determină la nivel renal retenția tubulară a apei, fără soluți, în vederea aducerii osmolalității sangvine înapoi la normal. De asemenea, setea este stimulată. ADH-ul acționează la nivelul tubului contort distal și colector, fără acțiunea acestuia rezultând o urină hipotonă.

### Hiponatremia
În hiponatremie, poate să apară ori depășirea capacității funcționale a acțiunii hormonului, datorită consumului excesiv de lichide, ori disfuncția mecanismului de feedback al ADH-ului, ori scăderea capacității rinichiului de diluare a urinei.
Depășirea capacității funcționale poate să apară în: polidipsia psihogenă, potomanie, perfuzie cu soluție hipotonă (eventual apă) sau intoxicația cu apă a copilului (de obicei sugar). 
Disfuncția mecanismului de feedback al ADH-ului apare în: depleția volemică, insuficiența cardiacă, ciroză, sindrom nefrotic, boala Addison, sindromul de secreție inadecvată de ADH etc. (v.sus). Fiecare patologie are particularitățile fiziopatologice proprii. 
Afectarea capacității de diluare a urinei apare în: insuficiența renală oligurică, boala renală tubulară, consumul (inadecvat) de diuretice și sindromul nefrogen de antidiureză (acesta din urmă se datorază mutației genei receptorului de vasopresină AVPR2, ce determină activarea constantă a lui).

## Diagnostic
Algoritmul de diagnosticare presupune un test hematologic - osmolalitatea sângelui, și două teste urinare - osmolalitatea urinei și natriureza. Aceste se coroborează cu anamneza pacientului și cu rezultatele examenului obiectiv. 
Valoarea osmolalității sângelui ajută la diferențierea hiponatremiei adevărate (hiponatremia hipotonă) de celelalte hiponatremii (pseudohiponatremia și hiponatremia non-hipotonă). Pe de altă parte, osmolalitatea urinei arată tipul de disfuncționalitate al ADH-ului. În acest sens, dacă urina este diluată, în contextul unei osmolalități mici a sângelui, are loc depășirea capacității funcționale a rinichiului (v. sus). Dacă, dimpotrivă, urina este concentrată în contextul unei osmolalități mici a sângelui, există ori o incapacitate de diluare a urinei datorită suferinței renale, ori o secreție excesivă de ADH. 
Natriureza ajută la diferențierea secreției în exces de ADH (20-40 mEq/L sodiu urinar, datorându-se acțiunii secundare a aldosteronului), de celelalte condiții (mai puțin de 20 mEq/L sodiu urinar).
De asemenea, și alte teste pot fi necesare în funcție de patologia specifică suspectată (de exp. TSH în hipotiroidism, sau corizol în boala Addison).

### Acut versus cronic
Hiponatremia cronică apare atunci când nivelurile de sodiu scad treptat în mai multe zile sau săptămâni, iar simptomele și complicațiile sunt de obicei moderate. Hiponatremia cronică este uneori numită "hiponatremie asimptomatică", deoarece este frecvent asimptomatică.
Hiponatremia acută apare atunci când nivelurile de sodiu scad rapid, ducând la simptome și semne severe, în special neurologice. Datorită scăderii progresive lente în cazul hiponatremiei cronice, organismul are timp să se adapteze noilor concentrații electrolitice, deși efecte negative pot în continuare apărea în special ca urmare a pierderilor substanțelor neuroactive de la nivel cerebral (de exemeplu, pierderea de glutamat care duce la instabilitate posturală).

## Tratament
Tratamentul hiponatremiei depinde de cauza de bază. Rapiditatea administrării tratamentului depinde de gravitatea simptomelor. Fluidele sunt de obicei piatra de temelie a managementului inițial. La cei cu simptome severe, o creștere a sodiului de aproximativ o creștere a sodiului cu 5 mmol/L în primele 1-4 ore este recomandată. La anumite grupe de pacienți este de așteptat o creștere rapidă a nivelurilor de sodiu odată începută procedura de corecție (persoanele pe tratament cu hidrocortizon sau cu agoniști de ADH, persoanele cu aport redus de sodiu). La aceste persoane o monitorizare mai frecventă a nivelurilor electroliților este necesară. Eliminarea de cantități mari de urină diluată este un semn de supracorecție.
Deficitul de sodiu = (140 – sodiul seric) × apa totală din organism
Apa totală din organism (pentru un adult) = kilograme greutate corporală × 0,6

### Fluide
Opțiunile includ:
- Hiponatremia ușoară și asimptomatică este tratată cu un aport adecvat de soluți (inclusiv sare și proteine) și restricție de lichide începând de la 500 mililitri pe zi (mL/zi) de apă, ajustările bazându-se pe nivelurile de sodiu seric. Restricția de lichide pe termen lung la 1.200-1.800 ml/zi poate menține persoana într-o stare asimptomatică.[28]
- Hiponatremia moderată și/sau simptomatică este tratată prin creșterea nivelului de sodiu seric cu 0,5-1 mmol/L pe oră până la un total de 8 mmol/L în prima zi, cu utilizarea furosemidului și înlocuirea pierderilor de sodiu și potasiu cu soluție salină 0,9%.
- Hiponatremia severă sau simptome severe (confuzie, convulsii sau comă): se ia în considerare soluția salină hipertonică (3%) 1–2 ml/kgc IV cu administrare în 3–4 ore. Ea însă nu trebuie utilizată la cei cu hipervolemie.

### Medicație
Ghidurile americane și europene au ajuns la concluzii diferite cu privire la utilizarea medicamentelor. În Statele Unite sunt recomandate celor cu SIADH, ciroză sau insuficiență cardiacă care au probleme în limitarea aportului de lichide. În Europa nu sunt în general recomandate. 
Există dovezi preliminare că antagoniștii receptorilor de vasopresină (vaptanii), cum ar fi conivaptanul, sunt mai eficienți decât simpla restricția de lichide la cei cu hiponatremie hipervolemică sau euvolemică. Ele nu trebuie utilizate la persoanele cu hipovolemie. Ele pot fi, de asemenea, utilizate la persoanele cu hiponatremie cronică datorită SIADH.
Demeclociclina, uneori utilizată pentru SIADH, are efecte secundare semnificative, inclusiv renale și fotosensibilitate. La mulți pacienți nu are niciun beneficiu, în timp ce la alții poate duce la supracorecție.
Administrarea zilnică a ureei pe cale orală, deși nu este utilizată frecvent, pare a avea efecte benefice în SIADH. Cu toate acestea, acest tratament nu este disponibil în multe zone ale lumii.

### Precauții
Creșterea prea rapidă a concentrației serice de sodiu poate provoca sindromul de demielinizare osmotică, sau mielinoliză pontină centrală (CPM). Se recomandă a nu se crește sodiul seric cu mai mult de 10 mmol/L/zi.

## Epidemiologie
Hiponatremia este dezechilibrul hidro-electrolitic cel mai frecvent observat. Tulburarea este mai frecventă la femei, vârstnici și la persoanele spitalizate. Hiponatremia a fost raportată la până la 30% dintre vârstnicii din azile și este, de asemenea, prezentă la aproximativ 30% dintre persoanele care sunt sub tratament cu inhibitori selectivi ai recaptării serotoninei.
Într-un studiu desfășurat în România în perioada 2011-2012 la spitalul Colțea, s-a constat că persoanele cu hipertensiune arterială sunt mai predispuse la hiponatremie. De asemenea, condiția apare mai frecvent în sezonul rece (iarna).